# Facteur d'équivalence toxique
Pour les articles homonymes, voir FET et TEF.
Le facteur d'équivalence toxique  (FET) (en anglais Toxic Equivalency Factor, TEF) est, en toxicologie et en écotoxicologie, le facteur de pondération théorique utilisé pour calculer et exprimer la toxicité de divers produits, en les comparant à une référence de base (la molécule la plus toxique connue dans la même famille). 

## Présentation
Le facteur d'équivalence toxique est utile pour décrire de manière simplifiée et normalisée le « pouvoir toxique » d'un composé chimique (par rapport à un « étalon » dont la toxicité est réputée la plus élevée pour un effet donné (pour ce composé le plus toxique, le FET = 1).  
Par exemple, de nombreux organochlorés (dont les dioxines et furanes) ont une toxicité qui est calculée par rapport à celle de la molécule 2,3,7,8-T4CDD (dioxine de référence). On peut ainsi comptabiliser leur toxicité au moyen d'une unité qui est une sorte d'équivalent toxique et qui est notamment utile pour le calcul des écotaxes (par l'agence de l'eau par exemple).
Le FET d'une molécule proche de la « molécule-étalon » est alors égal à la toxicité du congénère chimique étudié, divisée par celle du congénère de référence.
La toxicité globale du mélange ou équivalent toxique global d'un cocktail de congénères est calculée en multipliant les quantités de chaque forme toxique du produit (congénère chimique de la dioxine par exemple) par leur facteur d'équivalence toxique respectif, puis en additionnant le tout.  C'est ainsi que l'on calcule la toxicité globale d'un mélange de différents dioxine-like par rapport à la toxicité de la dioxine TCDD (la plus toxique connue).
Le FET est cependant un concept très simplificateur. Il prend notamment très mal en compte les effets d'expositions chroniques des organismes aux faibles doses des polluants concernés, ce qui lui confèrent certaines limites. Mais sa simplicité d'utilisation le fait considérer comme utile pour l'aide à la décision et pour établir certaines normes dans le domaine de la santé environnementale.

## Unité internationale
Pour certaines molécules (dioxines et congénères aussi appelés « dioxines-like » par exemple), ce « système d'équivalence toxique » s'est internationalisé avec le système dit « Équivalents Toxiques Internationaux » (ou I-TEQ pour International Toxic Equivalents).

## Histoire
Les autorités sanitaires de nombreux pays utilisent aujourd'hui le FET (en raison de sa simplicité) pour fixer des valeurs limites d'émission de divers polluants. 
Deux systèmes de calcul coexistent cependant, le premier, plus ancien et sous-estimant le risque par rapport au second, mais étant néanmoins le plus utilisé :
1. Le système I-TEF et I-TEQ (Equivalence Toxique International) est le plus ancien (1989) créé par et pour l'OTAN, au sein d'un « Groupe de Travail sur les Dioxines et les Composée Voisins OTAN/CCMS » pour classer les cocktails de polluants PCDD, PCDF et PCB selon leurs toxicité. Il a ensuite été étendu et mis à jour.
2. Huis ans plus tard (1998), le WHO-TEF et le WHO-TEQ (pour les anglophones, souvent abrégés TEF ou TEQ) ont été ensuite créés par le Centre européen de l'environnement et de la santé (ECEH) (ou ECEH, pour European Centre for Environment and Health), qui est le centre d'excellence scientifique créé en 1991 par l'OMS en Europe, avec le Programme international sur la sécurité des substances chimiques (PISSC) (ou ICSC pour International Chemical Safety Cards) ; ils ont proposé des valeurs réévaluées des facteurs d'équivalence toxiques pour les  PCDD, PCDF et PCB et leurs congénères chimiques[3]. Ils ont aussi proposé de nouvelles valeurs consensuelles pour les oiseaux et poissons (à Stockholm, en 1997)[3] et la vie sauvage[4].

En moyenne, quand on utilise les I-TEF, les résultats des calculs d'équivalence toxique sont environ 10 % plus élevés que quand on utilise les TEF-OMS. Certains textes présentant des chiffres oublient parfois de préciser s'il s'agit d'I-TEQ ou de TEQ, ce qui rend impossible de savoir quels TEF ont été utilisés.
La nomenclature ancienne (de l'OTAN) domine encore la production de réglementation, malgré la meilleure qualité de la nomenclature OMS/1998, consensuellement reconnue. Pour les organochlorés, les lacunes de données d'exposition aux PCB sont un des freins à son utilisation  ; la toxicité aigüe des PCB, assez bien connue, peut être prise en compte par le FET, mais les PCB non dioxin-like sont aussi et à la fois carcinogènes, neurotoxiques, et perturbateurs endocriniens, et en outre très présents dans notre environnement, ce qui devrait les faire sur-pondérer dans les calculs en termes de risque, ce qui n'est pas encore le cas.

## Utilité et enjeux

### Utilité
Les facteurs d'équivalence de toxicité servent à composer un « indice global de toxicité » souvent dit TEQ (ou Toxic Equivalent Quantity), qui permet de gérer plus simplement les problèmes d'évaluation du risque et de gestion des composés complexes (par exemple les dioxines, les hydrocarbures aromatiques polycycliques ou HAP) ou encore les hydrocarbures aromatiques polycycliques halogénés (HAPH) dont la toxicité varie beaucoup selon le type de molécule au sein d'une même famille chimique. 
Ainsi, les FET permettent de pondérer la quantification des HAP totaux (mélange de tous les HAP présents) par leur niveau de toxicité.

### Enjeux
L'application du droit de l'environnement (principe « pollueur-payeur » notamment) et la mise en place d'écotaxes requièrent une mesure standardisée de la toxicité et de la toxicité environnementale des produits chimiques. Faute de mieux, le FET répond à cet enjeu ;
Il est important que la valeur d'un facteur d'équivalence de toxicité soit correctement fixée, tant pour des raisons sanitaires qu'éthiques et de justice environnementale, et pour son efficacité en termes de  prise de décision en matière de hiérarchisation des actions de gestion de l'environnement. Malgré ses imperfections, le FET y contribue.
Comme la toxicité de certains congénères varie de plusieurs ordres de grandeur, tout changement dans les TEFs pourrait avoir un impact important en termes réglementaires et de gestion des risques concernant les organochlorés toxiques de type dioxines et PCB

## Principes mobilisés
Les FET sont basés non pas sur le principe de l'équivalence en substance qui n'a généralement pas de sens en toxicologie, mais plutôt sur la toxicologie expérimentale et sur les « similarités structurales des molécules ». 
Par exemple depuis les années 1990 dans le domaine des HAP et HAPH évoqués ci-dessus, on considère que des mécanismes de toxicité similaires impliquant le récepteur Aryl Hydrocarbon (Ah).
Ils visent à produire des indicateurs en Santé-environnement, qui doivent être simples et faciles à utiliser.

### Limites
Les grands gestionnaires de risques, dont l'OMS, ont estimé devoir (et pouvoir grâce aux TEQ) faciliter une évaluation calculée de la toxicité d'un mélange de molécules bien connues. Mais des incertitudes persistent pour de nombreuses familles chimiques dont les effets toxiques sont encore mal compris. Et de lourdes incertitudes existent encore quant à la courbe dose-réponse des organismes ou organes ou cellules exposés à ces produits). 
Les FET reposent sur des postulats simplificateurs et ambigus, voire faux :
1. Le principe des FET repose sur le fait qu'ils pourraient être représentatifs de la toxicité réelle des produits qu'ils concernent. Or, les FET sont produits à partir d'études sur des animaux de laboratoire le plus souvent exposés à de fortes doses (proches de l'ED50)  sur une courte durée et/ou de façon répétée[1], alors qu'en matière de santé publique (hormis certains cas particuliers d'exposition professionnelle ou accidentelle), c'est surtout l'exposition chronique à de faibles doses qu'il faudrait prendre en compte[1].
De plus, la relation dose-effet est rarement linéaire ; ainsi, dans le cas des organochlorés, la cinétique de la liaison au récepteur Ah peut par exemple changer d'ordre selon la dose[9]
Enfin et par exemple pour les organochlorés, le système TEQ ne concerne que les effets néfastes (cancer, mort) découlant d'interactions avec les récepteurs cellulaires Ah, mais d'autres effets toxiques ou écotoxiques peuvent exister (effet de perturbation endocrinienne par exemple, qui n'est pas encore bien quantifié pour la dioxine et ses congénères, et n'est pas prise en compte par les TEF).
Les TEFs ne couvrent donc qu'une partie du risque qu'ils devraient couvrir. Ils peuvent le faire sous-estimer ;
2. Les effets des différents congénères seraient toujours additifs. Ce postulat n'est pas démontré ; en fait, les FET pourraient dans certains cas être multiplicateurs à forte dose (synergies positives). Et il n'y a pas de consensus sur le fait qu'ils soient réellement additifs à faible dose ; de même, les questions de synergies ou antagonismes toxiques ou de phénomènes additifs ou non sont encore mal comprises, mais elles peuvent avoir une grande importance pour expliquer une toxicité accrue ou diminuée de certains mélanges complexes ;
3. le potentiel toxique d'un congénère serait le même pour toutes les espèces. Cette hypothèse est complètement démentie par l'expérimentation animale ; les espèces répondent très différemment à une même dose d'un composé toxique organochloré. 
De plus les insectes se montrent en quelques générations capables de développer des mécanismes de résistance (génétiquement transmissibles) à des doses (d'organochlorés par exemple) très supérieures à celles qui étaient mortellement toxiques pour leurs ancêtres. 
La valeur des facteurs d'équivalence toxique est relative ; elle change selon les groupes ou espèces d'animaux considérés. Pour chaque nouvelle molécule étudiée, le choix des modèles d'évaluation toxicologique devrait prendre en compte ce fait.
4. le potentiel toxique d'un congénère serait le même pour deux effets différents ;
5. le potentiel toxique d'un congénère serait identique d'une voie d’exposition à une autre. Pour de nombreux toxiques chimiques, cette hypothèse est démentie par l'expérimentation animale ; pour des raisons biologiques et « toxicocinétique » différentes, les expositions à une molécule toxique (et le cas échéant à ses congénères) ont souvent des effets différents selon que cette exposition se fasse par voie orale, par inhalation et/ou via un passage percutané ;
6. le potentiel toxique d'un congénère serait identique d'un organe à l'autre. Le foie et le rein ou les tissus gras ou nerveux sont souvent les principaux organes touchés par les produits toxiques, mais avec des effets pouvant varier selon les toxiques et selon le cocktail des congénères. Les tissus d'un même organisme voire d'un même organe peuvent également répondre très différemment à une même dose d'un composé toxique et/ou de ses congénères chimiques ;
7. le potentiel toxique d'un congénère est relativement bien connu. Ce n'est pas toujours le cas, et dans le cas de molécules brevetées (pesticides, biocides, antibiotiques, fluides de fracturation, détergents industriels, PCB, etc. des questions de secret de fabrication peuvent freiner, perturber ou interdire l'accès aux données environnementales et en particulier aux informations toxicologiques et écotoxicologiques) ;
8. Le FET prendrait en compte la toxicité réelle d'un produit ; ce n'est pas certain : par exemple pour les organochlorés, le système TEQ ne concerne que les effets néfastes (cancer, mort) découlant d'interactions avec les récepteurs cellulaires Ah, mais d'autres effets toxiques ou écotoxiques peuvent exister (effet de perturbation endocrinienne par exemple, qui n'est pas quantifié pour la dioxine et ses congénères par cette méthode).

Non seulement la valeur des facteurs d'équivalence toxique est relative, elle change selon les groupes ou espèces d'animaux considérés, mais pour chaque nouvelle molécule considérée, le mode de calcul de ces facteurs a varié dans le temps et selon les auteurs ; la littérature scientifique propose ainsi des valeurs différentes de FET pour une même molécule. 
Une étude (2003) a montré qu'en utilisant différentes valeurs de FET (parmi celles trouvées dans la littérature) l'estimation de l'exposition générale de la population aux dioxines et dioxine-like varie d'un facteur 0,2 à 2,5. Le choix d'une valeur de référence a donc un impact important sur les choix qui seront faits par les autorités sanitaires ou régulatrices (police de l'eau, police de l'environnement, législateur...). Les auteurs de cette étude (A. Vidy et D. Bard de l'École nationale de la santé publique) considèrent néanmoins que « l'approche TEF reste empiriquement très utile pour évaluer le risque lié aux mélanges complexes de HAP et HAPH ». 
Le choix des modèles d'évaluation toxicologique et l'interprétation de ses résultats devraient donc être utilisés avec prudence.

## Cadre et conditions d'utilisation
Pour limiter les  incertitudes, en 1998, et pour des calculs plus pertinents, des toxicologues ont en 1998 retenus une liste de critères nécessaires pour inclure (ou non) une molécule HAP ou HAPH dans la méthode des TEF. 

Ces critères sont :
1. les composés doivent avoir une structure chimique suffisamment proche
2. ils doivent avoir un mécanisme d’action commun
3. ils doivent avoir des effets biochimiques et toxiques similaires
4. ils doivent être bio persistants
5. ils doivent être bioaccumulables dans le réseau trophique